# 11337 Sandro
11337 Sandro este un asteroid din centura principală de asteroizi.

## Descriere
11337 Sandro este un asteroid din centura principală de asteroizi. A fost descoperit pe 10 august 1996 la Montelupo de Maura Tombelli și Giuseppe Forti. Asteroidul prezintă o orbită caracterizată de o semiaxă mare de 2,28 ua, o excentricitate de 0,15 și o înclinație de 3,3° în raport cu ecliptica.